# Чернохвостая зеленушка
Чернохвостая зеленушка, или чернохвостый центролабрус (лат. Centrolabrus melanocercus) — вид морских лучепёрых рыб из семейства губановых (Labridae) отряда окунеобразных. Распространены в Средиземном и в Мраморном морях. Максимальная длина тела 14 см (хотя большинство особей не длиннее 11 см)

## Биология
Морская субтропическая рифовая рыба. Обитает в прибрежных водах на глубине от 1 до 30 м, предпочитая дно, покрытое камнями и взморниками.
В состав рациона входят полихеты, мелкие амфиподы, копеподы, мшанки и гидроидные. Symphodus melanocercus относятся к одному из основных рыб-чистильщиков в Средиземном море. Самки являются более активными чистильщиками и поглощают значительно больше паразитических личинок изопод (Gnathiidae), чем самцы. Самцы питаются преимущественно на донных животных и отдают предпочтение в соответствии с характеристиками слизи.
Яйцекладущие, во время размножения образуют пары. Самцы строят гнезда в форме тарелок и охраняют икру.